# Rothenburgstraße (Berlin)
Die Rothenburgstraße ist eine Straße im Berliner Ortsteil Steglitz des Bezirks Steglitz-Zehlendorf. Sie beginnt an der Zimmermannstraße, verläuft dann in südwestlicher Richtung parallel zur Schloßstraße und endet an der Straße Am Fichtenberg, unweit des Botanischen Gartens.

## Namenspatron
Mit dem Straßennamen wurde Friedrich Ernst von Rothenburg geehrt. Rothenburg unterstützte die Arbeit mit blinden Menschen und war mit Johann August Zeune, dem Direktor der Preußisch-Königlichen Blindenanstalt, befreundet. Per Testament verfügte Rothenburg, dass sein Vermögen von rund 80.000 Talern zugunsten der Blindenanstalt an Zeune ging. Ihren Namen erhielt die Straße am 8. Mai 1877, als die Blindenanstalt hier die Einweihung des Hauptgebäudes, zweier Nebengebäude, des Pförtner- und des Seilerhauses feierte.

## Bebauung

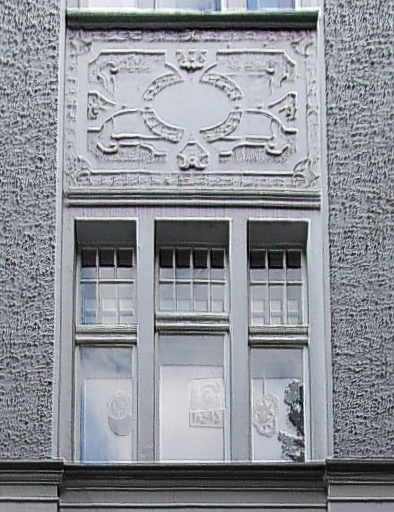
Schmuckfassade, Rothenburgstraße 3

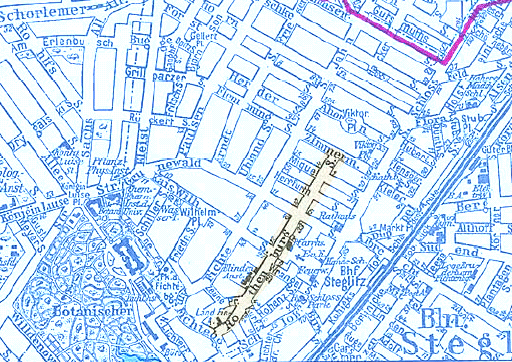
Verlauf der Rothenburgstraße in Berlin-Steglitz, Karte von 1925

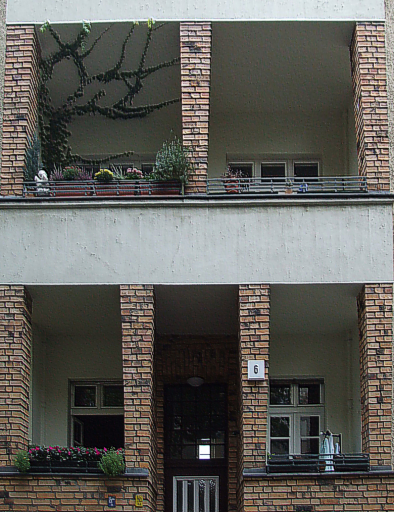
Von oben nach unten sich verjüngende Balkonpfeiler

Ursprünglich gehörte das Land um die Rothenburgstraße etwa ab 1800 der Steglitzer Gemeinde. Mit der Parzellierung des Geländes, die im Jahr 1878 abgeschlossen war, entstanden Grundstücke entlang der Rothenburgstraße, die man zum Teil als Parkanlagen bezeichnen kann. Die Straße hat sich, obwohl in unmittelbarer Nachbarschaft zur Schloßstraße gelegen, dennoch zu einer ruhigen Villengegend entwickelt.
Beginnend im Nordosten an der Zimmermannstraße befinden sich beiderseits der Rothenburgstraße bis zur Grunewaldstraße vorwiegend Häuser aus der Gründerzeit. Diese zeichnen sich durch reiche Schmuckelemente an der Hausfassade oder über dem Eingangsportal aus.
Einen ungewöhnlichen Eindruck hinterlassen die Stützpfeiler der Balkons an den Häusern der Rothenburgstraße 6/7, da diese aus Ziegeln gemauerten Pfeiler oben stärker sind als unten.
Wenn man der Rothenburgstraße, von Steglitz kommend, folgt, ändert sich nach Querung der Grunewaldstraße ihr Bebauungscharakter: Beidseitig der Straße sind niedrige Bebauungen mit Hausgärten anzutreffen und Flächen, die der Allgemeinheit dienen. Insbesondere wird das südwestliche Eckgrundstück Rothenburgstraße / Ecke Grunewaldstraße als öffentliche Grünanlage und Kinderspielplatz vor der Schwartzschen Villa genutzt.
Am südwestlichen Ende der Straße, wo die Rothenburgstraße in die Straße Am Fichtenberg mündet, befinden sich auf der südlichen Seite vorwiegend Gründerzeitbauten.

## Sehenswürdigkeiten
Entlang der Rothenburgstraße befinden sich mehrere denkmalgeschützte Bauwerke.

### Lehrgarten der TU Berlin

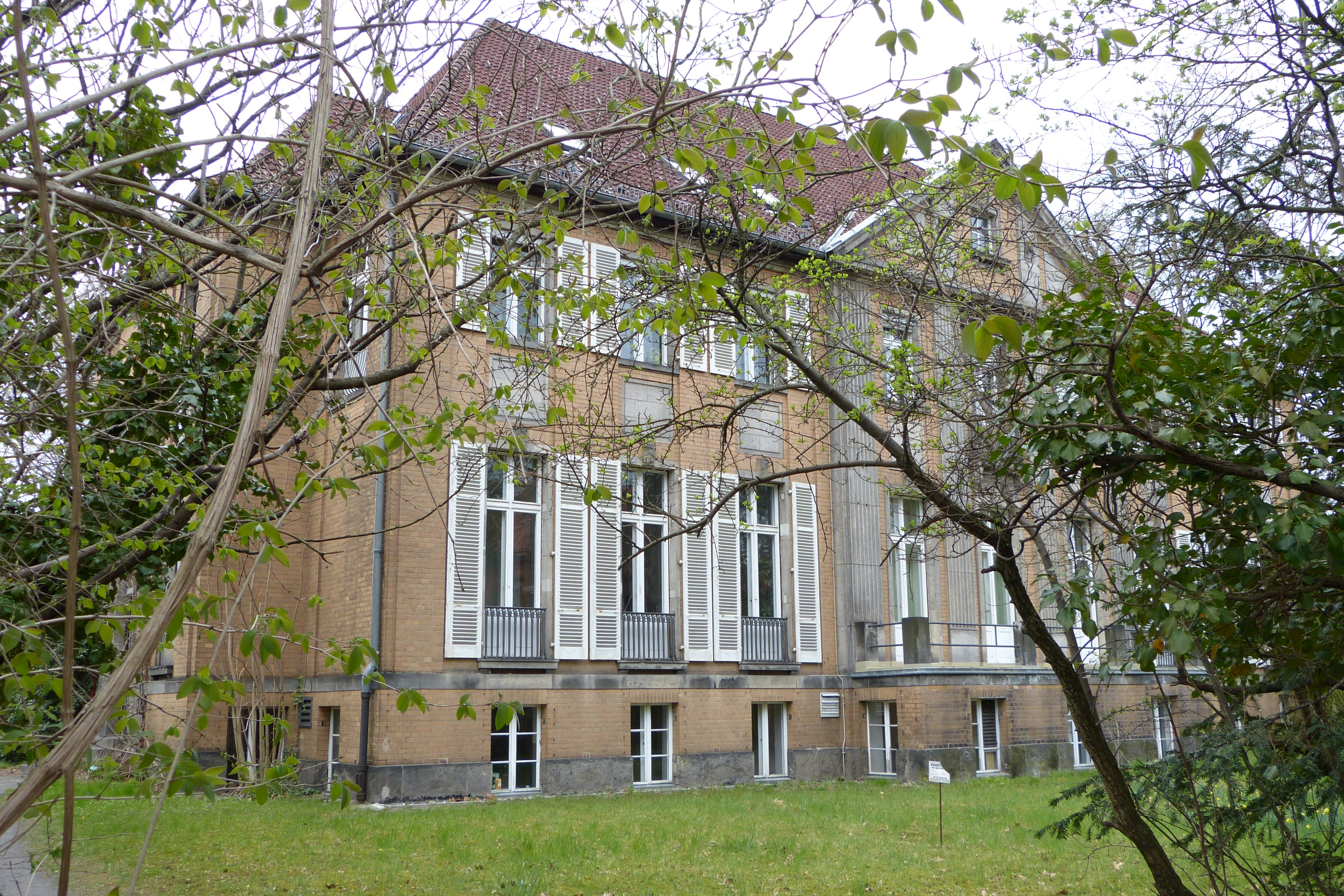
Von der TU Berlin genutzte Villa des Lehrgartens

An der Rothenburgstraße 12 befindet sich eine von Paul Baumgarten im Jahr 1909 errichtete Villa. Ursprünglich gehörte das Land um die Rothenburgstraße der Steglitzer Gemeinde. Nach der Parzellierung im Jahr 1878 ging die Rothenburgstraße 12 an den Bankier Henoch, dessen Frau den Villenbau beauftragte. Die weiträumige Freifläche wurde vom Lenné-Schüler Gustav Meyer gestaltet. 1922 ging das Grundstück an die Deutsche Erdöl-AG und ab 1925 an deren Generaldirektor Middendorf. Nach dessen Enteignung durch die Nationalsozialisten im Jahre 1934 wurde das Gelände durch die SS genutzt. Nach Beendigung des Zweiten Weltkriegs befand sich das Grundstück in amerikanischer Nutzung. Im Jahr 1950 wurde das Grundstück an das Land Berlin übergeben, welches es nunmehr der TU Berlin zur Nutzung überließ.
Die Villa wird seitdem als Bestandteil des hier gelegenen Forschungs- und Lehrgartens des Instituts für Ökologie der TU Berlin genutzt. Der Lehrgarten dient als Freiland-Labor und unterstützt pflanzenkundliche Lehrveranstaltungen. Dies betrifft die Fachgebiete Ökosystemkunde/Pflanzenökologie, Bioklimatologie und Biodiversitätsdynamik. Im Lehrgarten, der als Gartendenkmal ausgewiesen ist, sind die wichtigsten Bäume, Stauden und Sträucher mit Schrifttafeln versehen.

### Gebäude der Preußisch-Königlichen Blindenanstalt

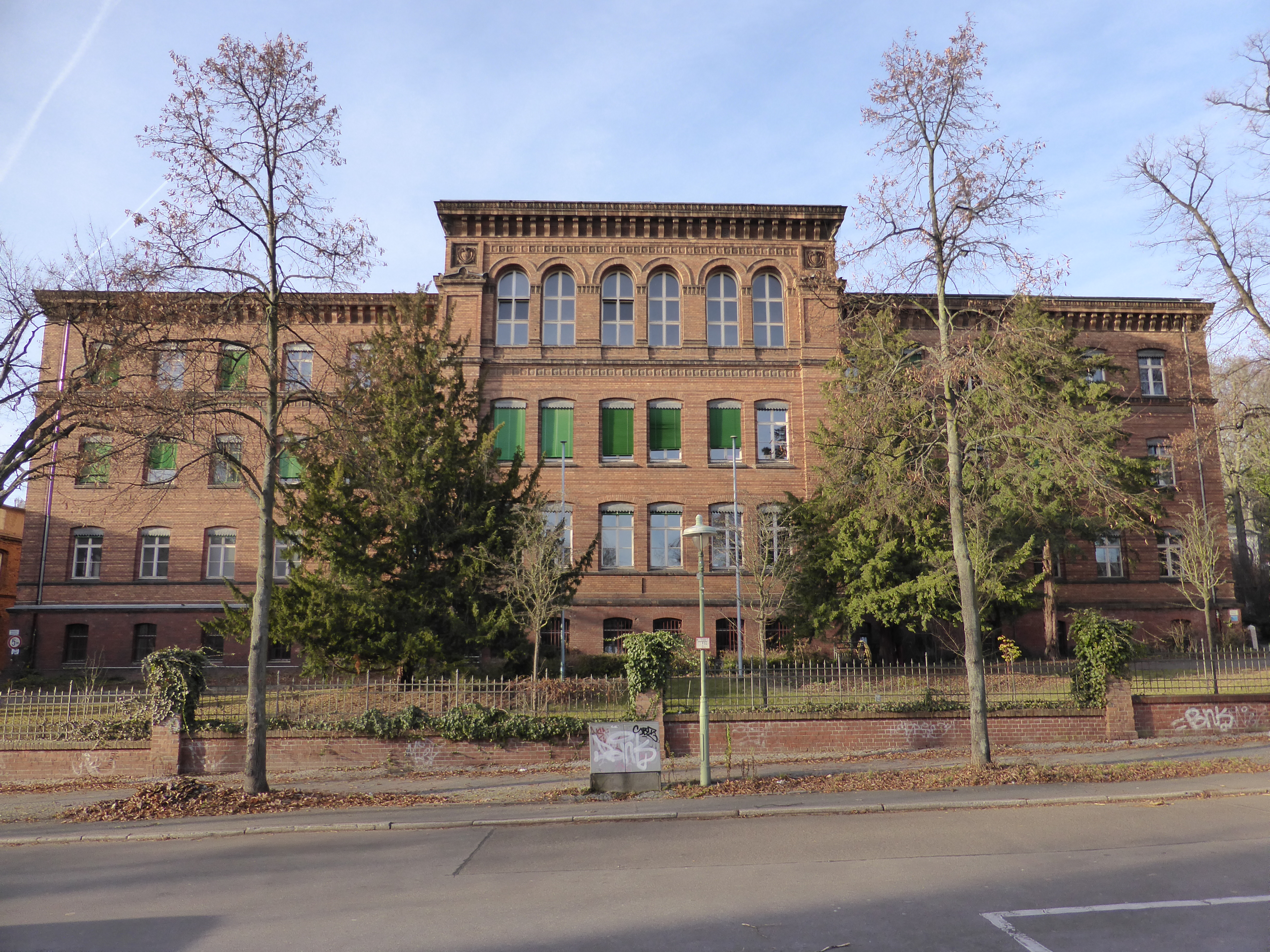
Blindenschule, Rothenburgstr. 14

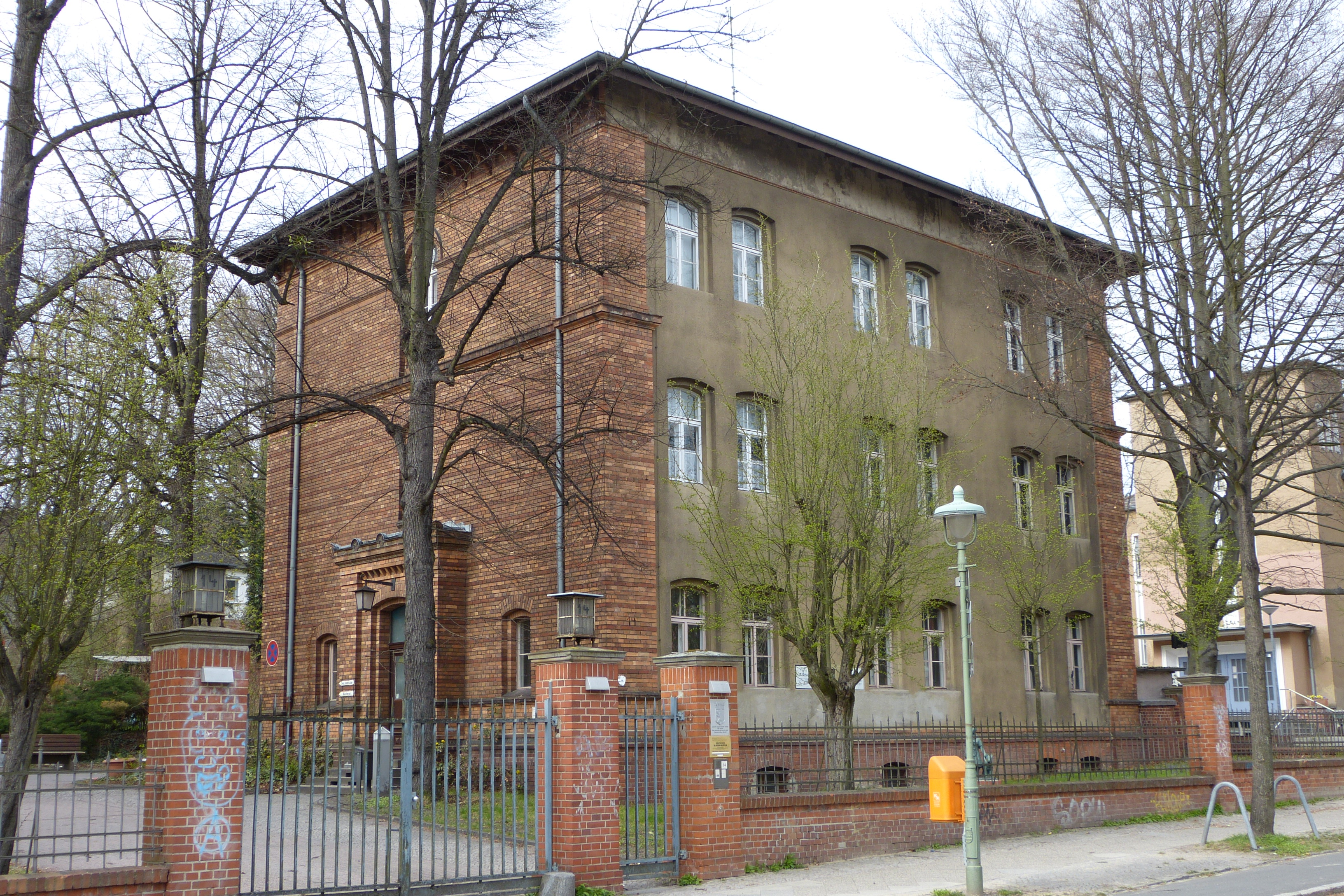
Blindenmuseum

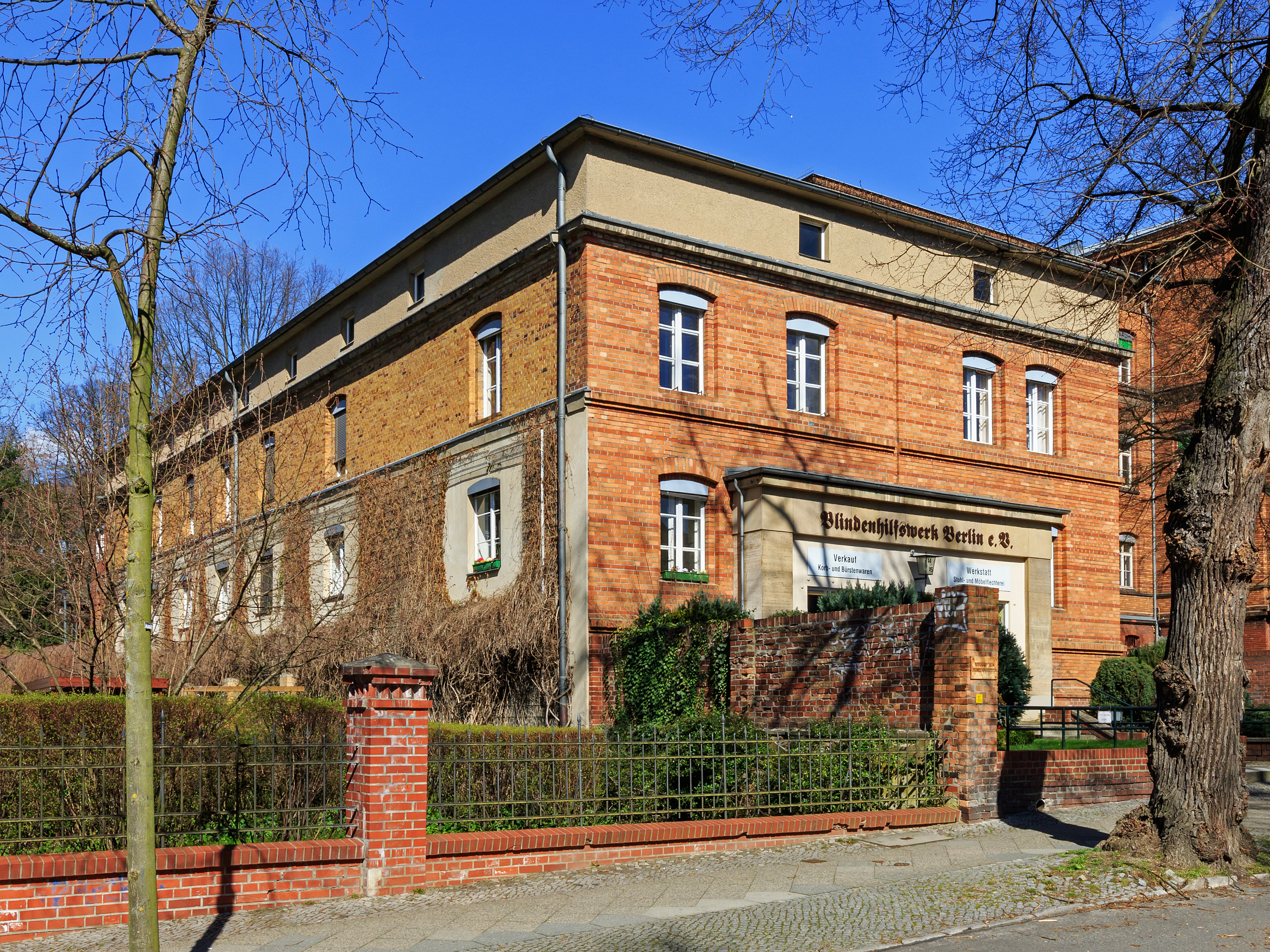
Laden des Blindenhilfswerks, Rothenburgstraße 15

In den Gebäuden auf dem Grundstück Rothenburgstraße 14/15 befindet sich die Johann August Zeune-Schule für Blinde und Berufsfachschule Dr. Silex, alltagssprachlich JAZ genannt.
Ihre Vorgängerin, die am 13. Oktober 1806 aufgrund einer Order von Friedrich Wilhelm III. gegründete Preußisch-Königliche Blindenanstalt, hatte ihren Sitz zunächst in der Gipsgasse in Berlin-Mitte, ab 1838 in der ehemaligen Plamannsche Erziehungsanstalt. Sie war die erste deutsche Blindenschule, und nach Paris (1784) und Wien (1804) die dritte in Europa gewesen. Ihr Gründer und Direktor war Johann August Zeune. 1874 erwarb die Blindenanstalt das 1,75 Hektar große Grundstück in der Rothenburgstraße und ließ durch Architekt Stüve, in Zusammenarbeit mit Jacobsthal und Giersberg, darauf ein Schul- und Verwaltungsgebäude errichten.
In einem Nebengebäude befindet sich das bereits 1891 gegründete und in Deutschland einmalige Blindenmuseum. Nach mehreren Unterbrechungen ist es seit 1983 wieder hier angesiedelt und bietet blinden und sehenden Menschen Exponate „zum Anfassen“.
An der Außenwand des Blindenmuseums erinnert eine Berliner Gedenktafel an Betty Hirsch (1873–1957). Als ehemalige Schülerin der Blindenschule gründete sie im Jahr 1914 hier gemeinsam mit dem Augenarzt Paul Silex die Kriegsblindenschule Dr. Silex. In der Zeit des Nationalsozialismus musste Betty Hirsch wegen ihrer jüdischen Herkunft die Schulleitung abgeben und Deutschland verlassen. Die damals begonnene Arbeit wird in der jetzigen Johann-August-Zeune-Schule für Blinde und Berufsfachschule Dr. Silex-Förderzentrum Sehen fortgesetzt.
Weiterhin arbeitete und lebte auf dem Schulgelände der als Erfinder der Punktschrift-Steno-Maschine bekannt gewordene Oskar Picht (1871–1945), der in den Jahren von 1920 bis 1933 als Direktor der Blindenbildungsanstalt amtierte.
Die Blindenschule feierte im Jahr 2006 ihr 200-jähriges Bestehen. Als Förderzentrum Sehen sollte sie, so der damalige Schulleiter, „zentrale Anlaufstelle für alle Blinden und Sehbehinderten in Berlin“ darstellen.
In der Rothenburgstraße 15 angesiedelt ist das Blindenhilfswerk Berlin e. V., das 1886 als Verein zur Beförderung der wirtschaftlichen Selbständigkeit der Blinden gegründet wurde. Die Blindenwerkstatt ermöglichte blinden und sehbehinderten Menschen eine produktive Tätigkeit, vorwiegend auf den Gebieten der Möbel- und Korbflechterei sowie des Besen- und Bürstenbindens. 2018 wurde die Blindenwerkstatt aufgrund der finanziellen Situation geschlossen. Das Wohnhaus mit Clubraum und Saal ist gemäß den besonderen Bedürfnissen Blinder eingerichtet.

### Finanzamt Steglitz

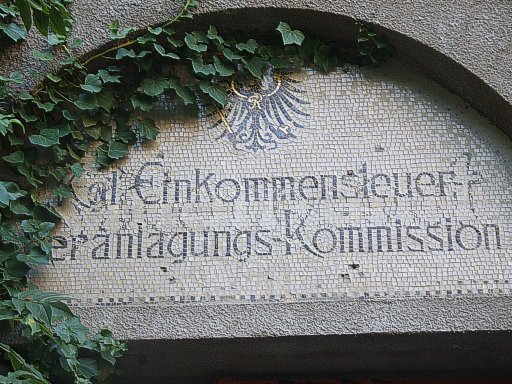
Eingangsportal zum früheren Finanzamt

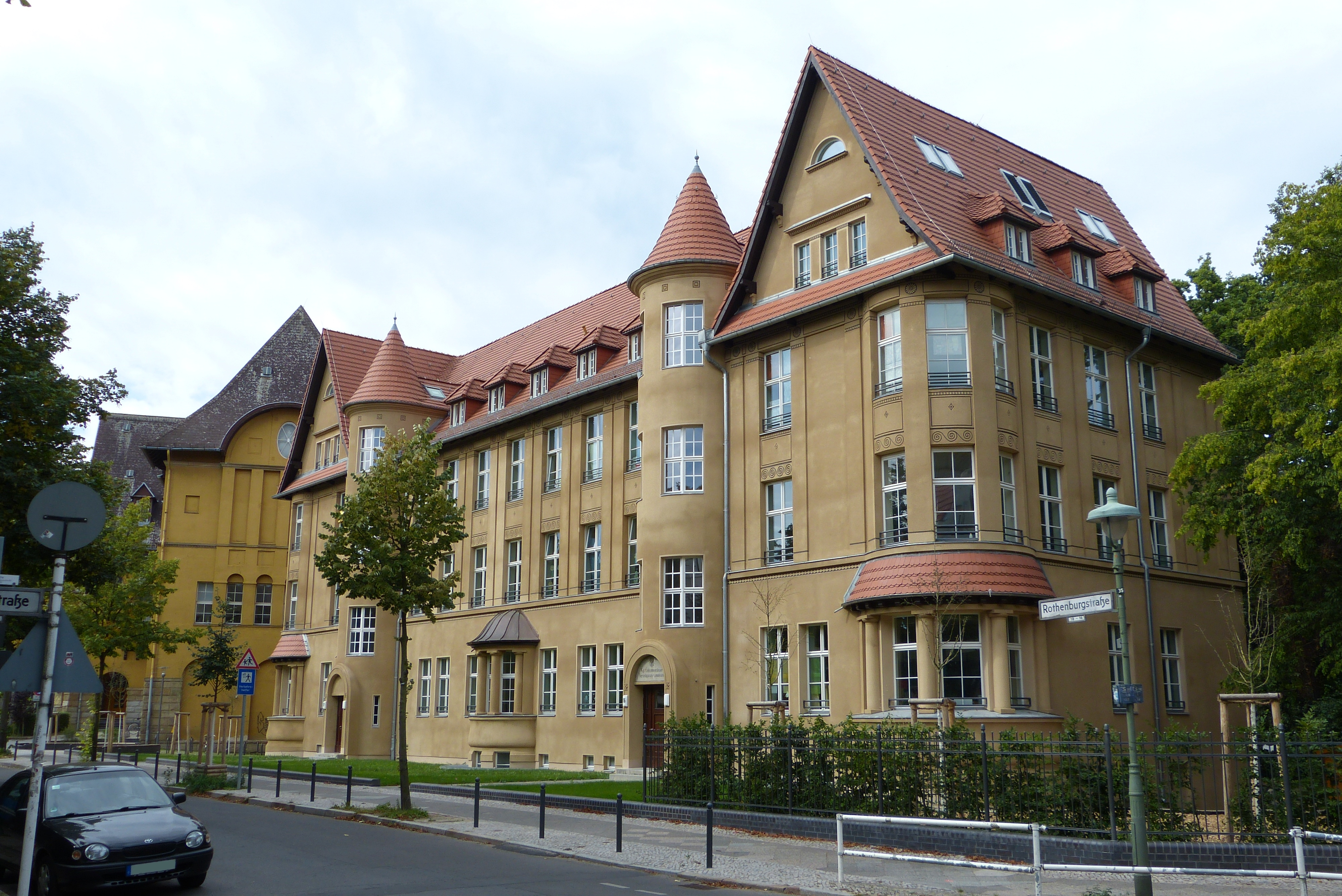
Ehemaliges Finanzamt, jetzt: Rothenburg-Grundschule

Das Gebäude an der Rothenburgstraße 16/17 wurde nach Plänen des Architekten Hans Heinrich Müller ursprünglich als Steuerverwaltungsgebäude (Finanzamt) mit Dienstwohnungen im Jahre 1911 erbaut. Eine der Wohnungen bewohnte der Architekt in seiner Zeit als Gemeindebaumeister von Steglitz bis zur Abschaffung dieses Amtes mit der Einführung des Groß-Berlin-Gesetzes im Jahr 1920. Zwischenzeitlich wurde der Verwaltungsbau von der Veranlagungskommission des Kreises Teltow genutzt. Nach einem Umbau ist seit 5. Mai 2013 die Rothenburg-Grundschule darin untergebracht, während das Finanzamt Steglitz schräg gegenüber einen Büroneubau an der Schloßstraße bezogen hat, der über das Grundstück der Rothenburgstraße 22 zugänglich ist. Den Eingangstürbogen des alten Finanzamts schmückt ein Mosaik mit dem preußischen Adler und der Inschrift „Kgl. Einkommensteuer-Veranlagungs-Kommission“. Somit befand sich hier die nach dem preußischen Einkommensteuergesetz von 1891 zuständige Besondere Veranlagungskommission, deren Mitglieder einerseits von der Regierung ernannt und andererseits von den kommunalen Vertretungen gewählt wurden. Den Vorsitz einer solchen Einkommensteuerveranlagungskommission hatte der Landrat oder ein von der Regierung ernannter Kommissar inne.

### Auguste-Victoria-Lyzeum

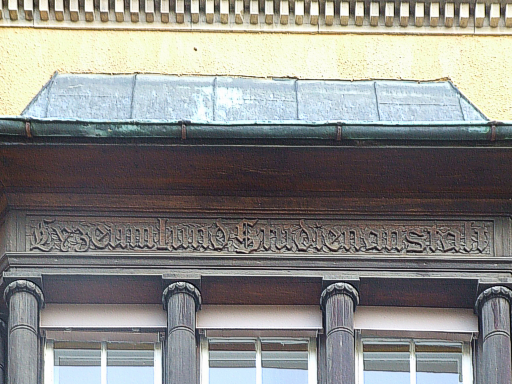
Erkerinschrift am Schulgebäude

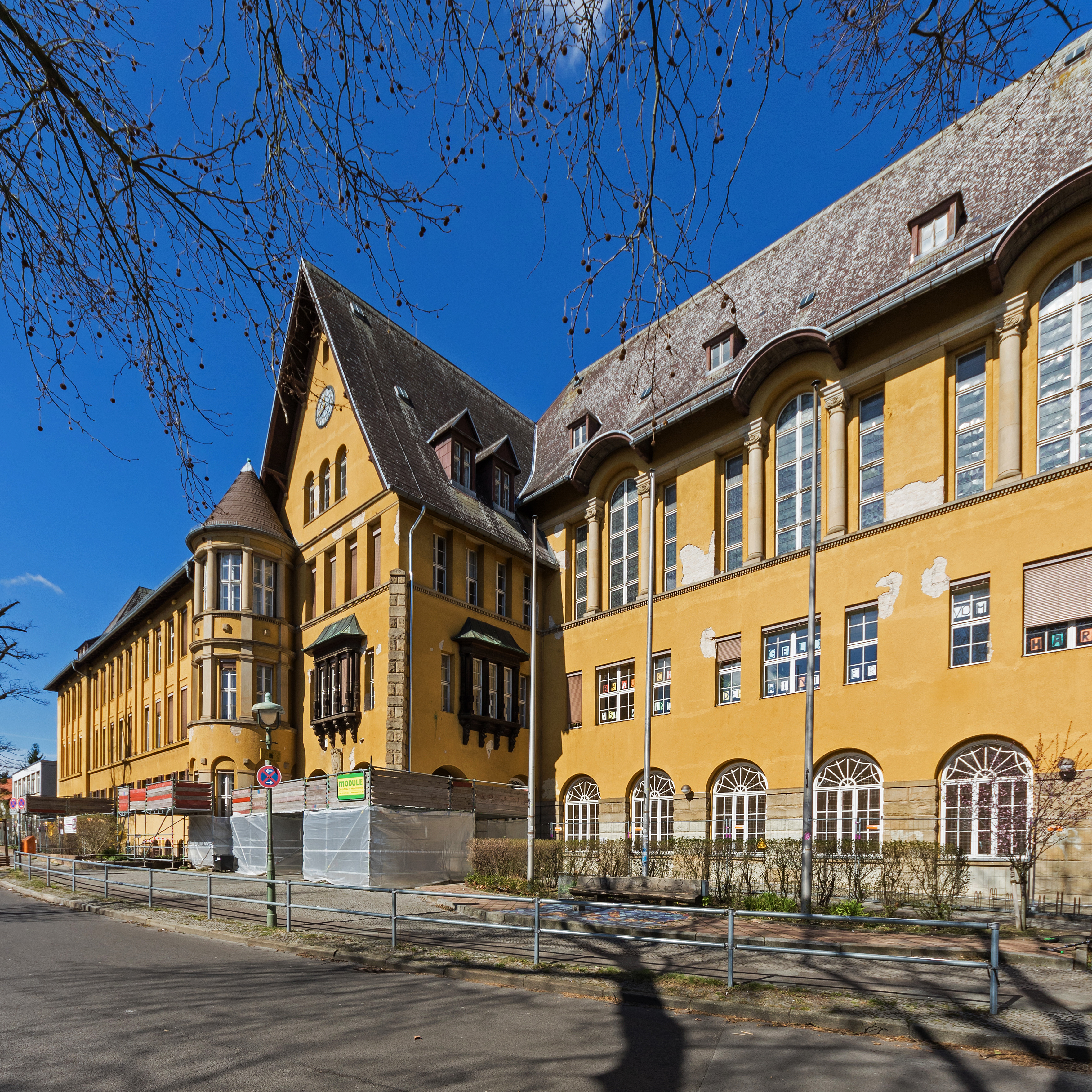
Schulgebäude in Reformarchitektur

Nebenan, in der Rothenburgstraße 18 steht das in den Jahren 1911/1912 ebenfalls von Müller errichtete Gebäude des nach Kaiserin Auguste-Victoria benannte Auguste-Victoria-Lyzeums, einer höheren Mädchenschule in Steglitz. Nach der Errichtung des Gebäudes zog die Mädchenschule von ihrem seit 1904 genutzten Standort in der Plantagenstraße hierher. Über die Namen Kaiserin-Auguste-Viktoria-Lyzeum, Auguste-Viktoria-Schule und Steglitzer Oberschule für Mädchen entstand hier im Jahr 1951 die 4. Oberschule, Wissenschaftlicher Zweig und seit 1956 die Fichtenbergschule. Im Jahr 2004 konnte somit deren Nachfolger, die jetzige Fichtenberg-Oberschule (Gymnasium) auf eine hundertjährige Geschichte verweisen. Das Gebäude wurde bis 5. Mai 2013 von der Rothenburg-Grundschule genutzt, die am 21. Oktober 1953 als 4. Grundschule einzogen, und 1957 so benannt worden war. Die Fassade wird durch einen Erker mit der Inschrift „Lyzeum I und Studienanstalt“ geschmückt. Aus der unmittelbaren Nähe zur Blindenanstalt ergab sich die Besonderheit, dass die Fichtenbergschule seit 1980 nunmehr auch eine Zweigstelle auf dem Gelände der Blindenschule zur Integration sehbehinderter Jugendlicher in den gymnasialen Unterricht unterhält.

### Zeunepromenade und Matthäuskirchgemeinde

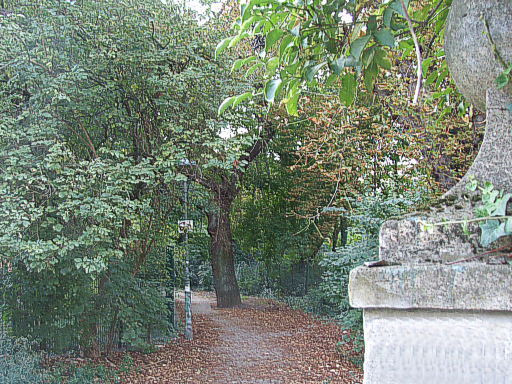
Abzweig zur Zeunepromenade

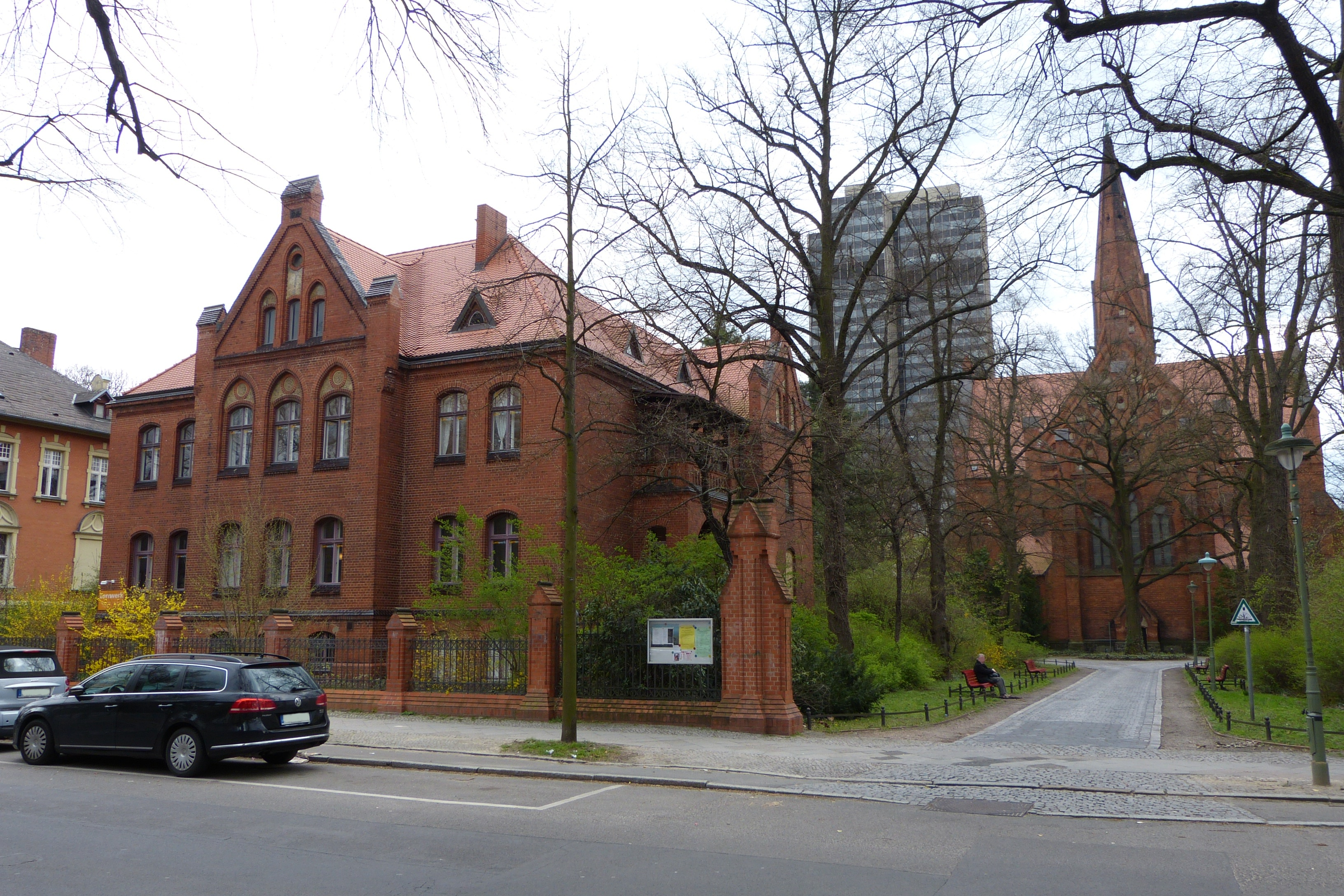
Matthäuskirche und Gemeindehaus

Gegenüber der nach dem Erfinder der Blindenschrift Louis Braille benannten Braillestraße beginnt die Zeunepromenade, die anlässlich der 100-Jahr-Feier der Königlichen Blindenanstalt, deren Leiter Zeune 40 Jahre lang war, im Jahr 1906 ihren Namen erhielt. Diese seit 2003 gepflasterte Gasse führt von hier steil aufwärts zur Lepsiusstraße und dann weiter über den 68 Meter hohen Fichtenberg entlang des Botanischen Gartens, bis zur Grunewaldstraße.
An der Rothenburgstraße 31a–33 befinden sich denkmalgeschützte Nebengebäude der hier im Jahr 1880 eingeweihten Steglitzer Matthäuskirche. Hierzu gehört das 1897 erbaute Pfarrhaus mit Wohnungen für beide Pfarrer der Gemeinde und den Kirchendiener in der Rothenburgstraße 32. Außerdem wurden hier der Konfirmandensaal und die Küsterei errichtet. Nebenan in der Rothenburgstraße 33 befindet sich eine 1903 von Robert Poseck errichtete Villa.

## Verkehrsanbindung
Die Rothenburgstraße hat keine direkten Haltestellen des öffentlichen Personennahverkehrs. Sie liegt aber als westliche Parallelstraße zur Schloßstraße direkt an der heutigen Bundesstraße 1, der ehemaligen Reichsstraße 1, die von Aachen nach Königsberg führte und die im 18. Jahrhundert als Verbindung vom Berliner Stadtschloss zur Sommerresidenz, dem Schloss Sanssouci in Potsdam, als erste gepflasterte Straße (Chaussee) ausgebaut worden war.
Durch die Einrichtung einer Bahnstation der Vorortbahn entlang der Berlin-Potsdamer Eisenbahn, dem heutigen S-Bahnhof Rathaus Steglitz, wurde die Straße auch durch die S-Bahn erreichbar. Eine Anbindung an das U-Bahn-Netz ist seit 30. September 1974 durch die Endstation der Linie U9 unweit des S-Bahnhofs Rathaus Steglitz gegeben.
Durch die – die Rothenburgstraße querende – Grunewaldstraße und dank des naheliegenden Busbahnhofs im Steglitzer Kreisel können auch Buslinien schnell erreicht werden.